# Alberto Sánchez Pérez
Alberto Sánchez Pérez, dit Alberto, né à Tolède le 8 avril 1895 et mort à Moscou le 12 octobre 1962 , est un artiste peintre, sculpteur, graveur, dessinateur, affichiste et décorateur espagnol.
Il est le père spirituel de l'Escuela de Vallecas. À partir de 1938, il développe son œuvre hors de l'Espagne.

## Biographie et évolution artistique

### Jeunesse et débuts
Alberto Sánchez Pérez naît à Tolède le 8 avril 1895 dans le quartier de Covachuelas, deuxième de six enfants d'un père berger et boulanger et d'une mère domestique. En 1907, sa famille déménage à Madrid ; il fréquente les musées assidûment et tente d'entrer à l'Escuela de Artes y Oficios de Madrid (es) mais est refusé, sachant à peine lire et écrire. Entre 1917 et 1919 il fait son service militaire à Melilla.
Il apprend d'abord le métier de cordonnier mais entre également dans l'atelier du sculpteur et décorateur José Estanys,. Il s'intéresse d'abord au naturalisme, entre 1917 et 1920, mais de retour à Madrid en 1922, il est ébloui par l'uruguayen Rafael Pérez Barradas dont l'influence est probante dans ses premières œuvres, résolument cubistes, telles que ses esculturas de planos (« sculptures de plans »). Grâce à une pension de l'hôtel-de-ville de Tolède, Alberto devient artiste professionnel, puis professeur à l'Institut d'Œuvre de Valence. En 1925, il participe au premier Salón de Artistas Ibéricos, (« Salon des artistes ibériques »), très important pour le développement de l'art espagnol du début du XXe siècle.

### L'Escuela de Vallecas
À partir de 1927, il fonde, avec Benjamín Palencia, l'Escuela de Vallecas. Ami de Federico García Lorca, il réalise une partie des décors et des mannequins de la compagnie théâtrale La Barraca que celui-ci dirige. Il expose à l'Athénée de Madrid en 1930 puis participe l'année suivante à une exposition du Grupo de Arte Constructivo de Torres-García, ce qui constitue une première forme d'avènement de son œuvre sculpturale,.
Avant la Guerre civile espagnole il fait mûrir son langage sculptural — d'où son style particulier — en fusionnant des éléments d'inspiration populaire et d'autres des avant-gardes européennes, en particulier du surréalisme. 
Il présente sa dernière exposition individuelle à Madrid en 1936, peu avant la guerre civile. Lorsque celle-ci arrive, il part vivre à Valence puis un an plus tard à Paris.
L'une de ses œuvres les plus significatives est la grande sculpture, de plus de 12 mètres de haut, intitulée El pueblo español tiene un camino que conduce a una estrella (du castillan : « Le peuple espagnol possède un chemin qui conduit à une étoile »), exposée à côté du Guernica — ce qui le rapprochera intimement de Picasso — dans le pavillon espagnol (es) de l'Exposition internationale « Arts et Techniques dans la Vie moderne » de 1937 à Paris. Il y a une copie de cette œuvre à l'extérieur de l'entrée principale du Musée Reina Sofía de Madrid et une autre en modèle réduit dans la place de Barrionuevo de Tolède.

### Vie à Moscou
En 1938, le gouvernement républicain envoie Sánchez Pérez à Moscou comme professeur de dessin pour les enfants espagnols d'expatriés. Il ne reviendra plus en Espagne. L'une de ses réalisations les plus importantes lors de son exil est la collaboration avec le réalisateur russe Grigori Kozintsev pour les décors du film Don Quichotte (1957), où il fait une recréation splendide des villages de La Mancha en pleine Ukraine.
En 1959, il prend part à l'exposition « Union des Peintres, Sculpteurs et Scénographes de Moscou ».
Il meurt à Moscou en 1962. Ses restes sont conservés dans le cimetière Vvedenskoye de la capitale russe.

## Œuvre
À ses débuts, Alberto — comme il est appelé dans le monde de l'art — réalise des sculptures de bustes et de figures, et réalise notamment une sculpture pour une place de Madrid.
Il réalise également plusieurs estampes, des affiches, ainsi que des décors et des figurines pour des pièces de théâtre.

## Hommages et reconnaissance

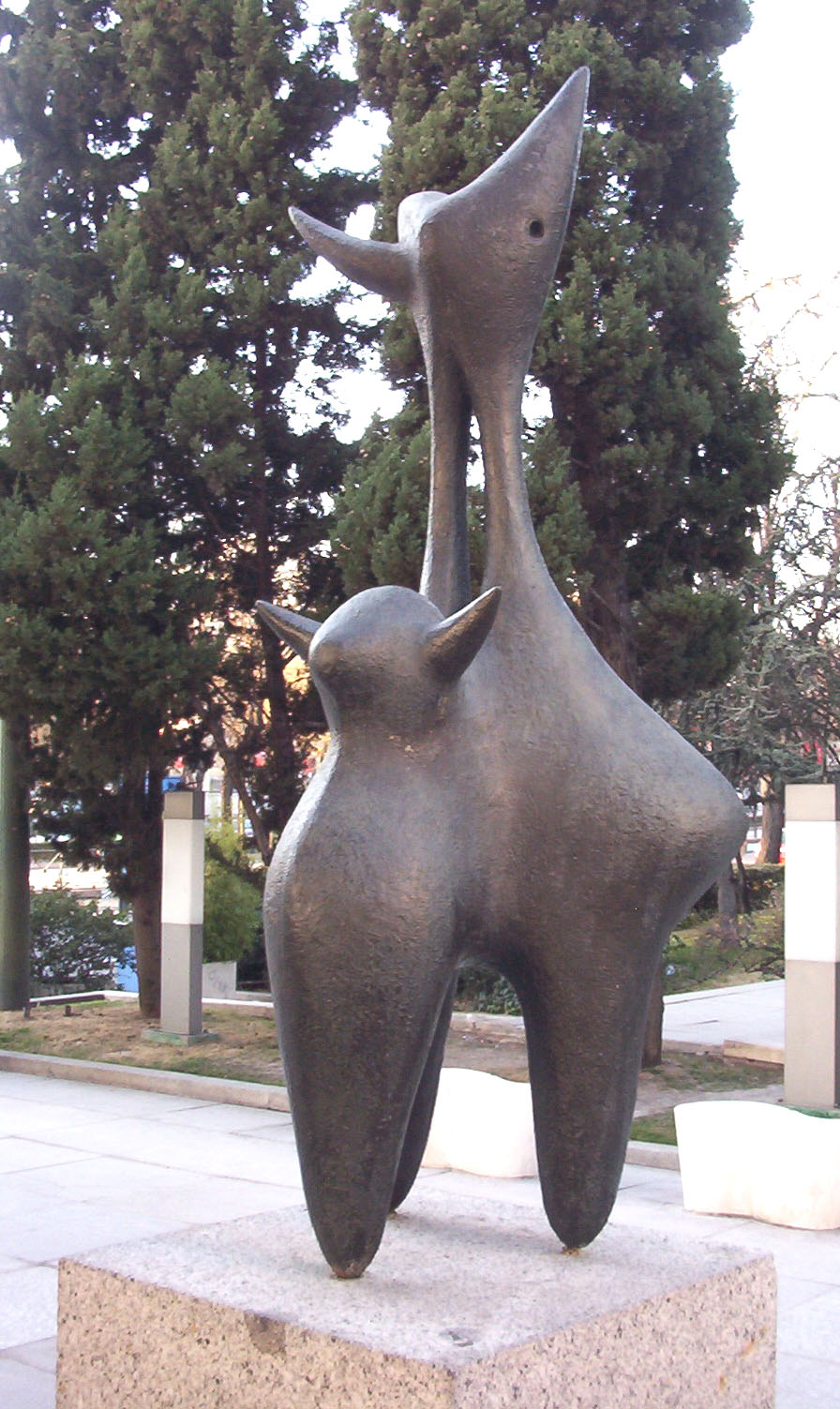
Toros ibéricos (1958-1960), dans le Paseo de la Castellana de Madrid.

En 2002, à l'occasion de l'escale tolédane de l'Exposition anthologique dédiée à Alberto dans plusieurs villes espagnoles, un hommage fut célébré au musée Santa Cruz de Tolède, et auquel son fils unique fut présent.
En 2010 il fut planifié d'installer sur la colline Almodóvar de Vallecas (Madrid) une œuvre de 15 mètres appelée El Monumento a los pájaros. Il s'agit de la reconstruction d'une œuvre de l'artiste qui serait confectionnée avec des pièces gardées jusque-là à Moscou. Le sculpteur souhaitait que cette œuvre fût un refuge pour les oiseaux qui vivent dans les alentours de Madrid. La version antérieure fut détruite lors de la Guerre civile espagnole.
Un collège tolédan porte son nom.